# Мар-а-Лаго
Мар-а-Ла́го (исп. Mar-a-Lago) — частная резиденция во Флориде, принадлежащая 45-му и 47-му президенту США Дональду Трампу; формально — постоянное место жительства семьи Трампа с ноября 2019 года.
Курорт в городке Палм-Бич, штат Флорида, построенный в 1927 году. Закрытый клуб, посещение которого доступно только членам клуба, расположенный на территории в 5810 квадратных метров и включающий 126 номеров, спа и поля для гольфа.

## Этимология
Название Mar-a-Lago в переводе с испанского означает «от моря до озера», что отражает тот факт, что поместье простирается от одного конца острова Палм-Бич до другого, гранича с Атлантическим океаном на востоке и озером Уорт — на западе.

## История
Особняк был спроектирован архитекторами Марионом Симсом Уайетом и Джозефом Урбаном. Марджори Мерривезер Пост завещала Мар-а-Лаго федеральному правительству Соединённых Штатов в 1973 году для размещения зимней резиденции президента США. Однако, поскольку затраты на содержание здания превышали средства трастового фонда, созданного для этой цели, и поскольку было трудно обеспечить безопасность объекта, так как он расположен слишком близко от траектории посадки самолётов аэропорта Палм-Бич, здание по назначению не использовалось.
В 1980 году особняк был объявлен Национальным историческим памятником.
Мар-а-Лаго с 1973 по 1981 год принадлежал Национальной службе парков США и использовался для приёма официальных делегаций и пребывания государственных чиновников в зимнее время.
В 1985 году приобретён Дональдом Трампом, после чего на части территории, закрытой для остальных гостей, во время посещения Флориды проживают Трамп и его семья.
В ноябре 2019 года Дональд Трамп уведомил суд округа Палм-Бич, что поместье Мар-а-Лаго следует считать его постоянным местом жительства — вместо прежнего места постоянного проживания, небоскрёба Трамп-тауэр на Пятой авеню Нью-Йорка. Газета The New York Times объяснила смену постоянного места жительства главы государства «налоговыми вопросами» — в частности, требованием прокурора Нью-Йорка Сайруса Вэнса предоставить данные о налоговых отчислениях Трампа и Trump Organization. По данным телекомпании NBC, по состоянию на ноябрь 2019 года Трамп за время своего президентства провел в поместье Мар-а-Лаго 99 дней, а в Трамп-тауэр в Нью-Йорке — 20 дней.
В мае 2019 года интернет-издание The Huffington Post опубликовало расследование, подсчитав средства, затраченные из госбюджета США на отдых главы Белого дома в его личных резиденциях. Согласно данным издания, с момента избрания на поездки Трампа в резиденцию Мар-а-Лаго и принадлежащий ему гольф-клуб во Флориде потрачено $81 млн.

## Использование

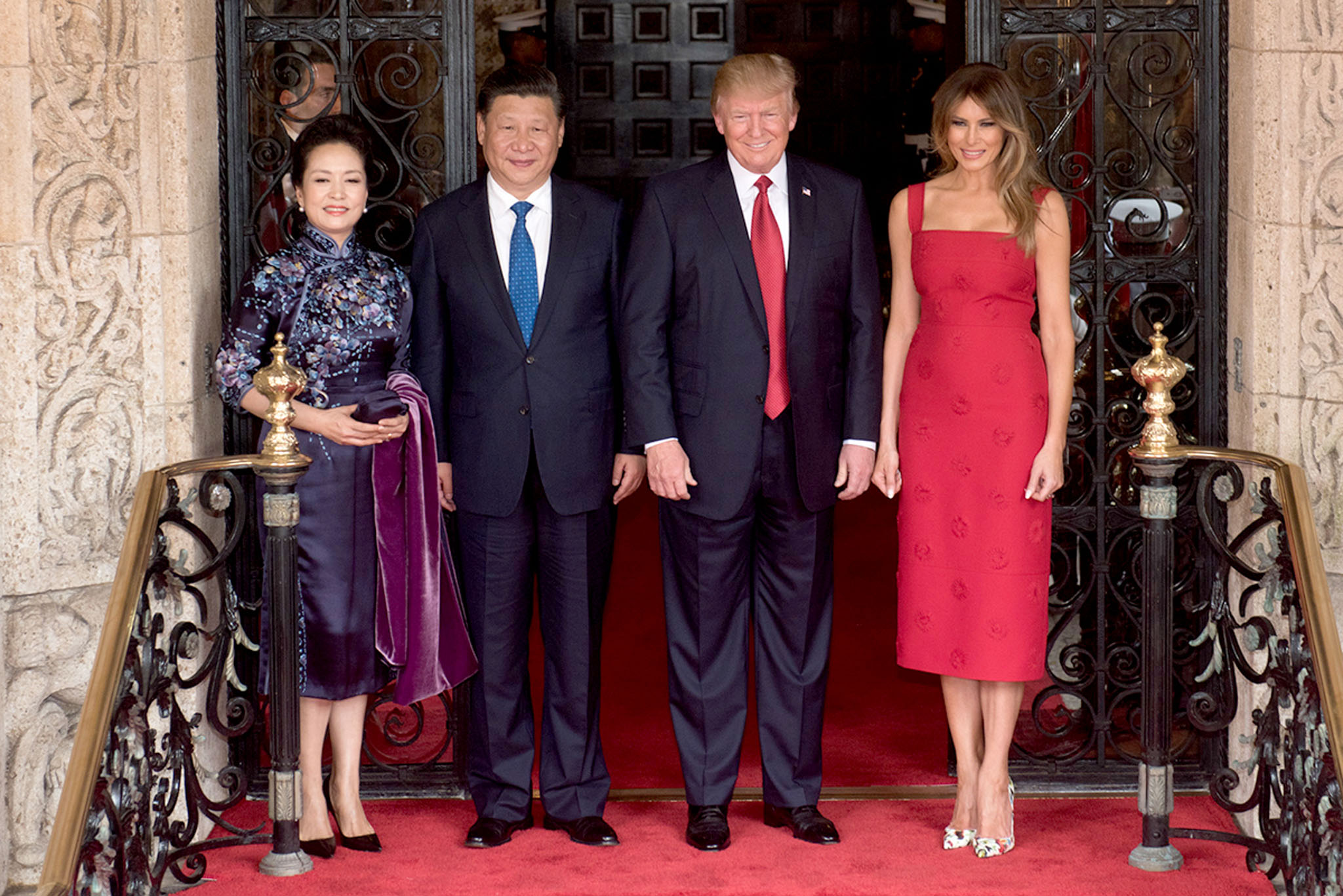
Трамп принимает председателя Китая в резиденции Мар-а-Лаго

Мар-а-Лаго использовалось для проведения официальных встреч президента США Дональда Трампа с премьер-министром Японии Синдзо Абэ и председателем КНР Си Цзиньпином.
В октябре 2019 года сенаторы-демократы подготовили законопроект, согласно которому администрация президента Дональда Трампа лишается права на проведение мероприятий с участием глав иностранных государств на территории резиденций, находящихся в собственности Трампа.

## Инциденты
На территорию Мар-а-Лаго постоянно пытаются проникнуть посторонние, среди которых иностранцы, подозреваемые в шпионаже.
- В ноябре 2018 года по данным CNN студент Висконсинского университета Марк Слэттери Линдблом проник на территорию поместья и был обнаружен агентами Секретной службы США. Линдблом приговорён к одному году условно и штрафу в размере $25 тыс.[12]
- В марте 2019 года по сообщению газеты The Miami Herald гражданка Китая Чжан Юйцзин смогла попасть на территорию Мар-а-Лаго, убедив охрану в том, что является родственницей одного из членов клуба[13]. В ходе судебного заседания выяснилось, что у китаянки имелось устройство для обнаружения скрытых видеокамер, флеш-накопитель с вредоносным программным обеспечением и несколько тысяч долларов наличными[11]. В ноябре 2019 года Федеральный суд Южного округа штата Флорида приговорил нарушительницу к восьми месяцам лишения свободы за незаконное проникновение на территорию поместья[14]. Китай опроверг причастность женщины к спецслужбам КНР[15].
- 18 декабря 2019 года полиция города Палм-Бич задержала ещё одну гражданку Китая — 56-летнюю Цзин Лу — за незаконное проникновение в Мар-а-Лаго[16]. По данным полиции, она пыталась фотографировать охраняемую территорию поместья. Охрана, обеспечивающая безопасность Трампа, потребовала покинуть территорию, нарушительница подчинилась, однако позже вернулась и всё же сделала несколько фотографий. Женщине были предъявлены обвинения в незаконном проникновении на территорию Мар-а-Лаго, а также в сопротивлении при аресте. В середине февраля 2020 года суд присяжных признал её невиновной, согласившись, что Цзин Лу почти не говорит по-английски и не поняла, что оказалась на закрытой территории. Вместе с тем присяжные признали китаянку виновной в сопротивлении аресту[17].
- 11 января 2020 года в окрестностях поместья полиция задержала гражданина Ирана Масуда Золеха с холодным оружием (мачете и топорик с остроконечным лезвием) и крупной суммой наличных денег. Основанием для действий полиции стал тревожный звонок, поступивший от случайного свидетеля, увидевшего вооруженного иранца возле Мар-а-Лаго[18].
- 31 января 2020 года полиция арестовала оперную певицу Ханну Ремхилд после того, как она прорвалась на территорию резиденции Мар-а-Лаго. Чёрный джип Ремхилд протаранил ворота двух КПП на въезде в Мар-а-Лаго на скорости более 112 километров в час и направился к главному входу в резиденцию. Охрана открыла огонь по автомобилю. Полиция исключила политическую мотивацию происшествия и сообщила, что задержанная скорее всего была под действием наркотических средств, поскольку вела себя странно и танцевала на крыше машины[19][20].

### Хранение секретных документов
8 августа 2022 года сотрудники ФБР провели обыск в Мар-а-Лаго в связи с расследованием предположения, что Трамп после ухода с поста президента вывез с собой секретные документы.